# Na czerwonym froncie
Na czerwonym froncie (ros. На красном фронте) – radziecki film niemy z 1920 roku w reżyserii Lwa Kuleszowa. Antypolska dokumentalno-fabularna agitka powstała z powodu wojny polsko-bolszewickiej. 

## Obsada
- Lew Kuleszow
- Aleksandra Chochłowa
- Leonid Obolenski